# Motel Valkirias
Motel Valkirias es una serie de televisión portuguesa-española creada por Ghaleb Jaber Martínez para las cadenas públicas RTP1 (de Portugal) y TVG (de Galicia). Está protagonizada por Maria João Bastos, María Mera y Marina Mota. Se estrenó en Portugal en RTP1 el 27 de febrero de 2023, y después llegó el 1 de marzo de 2023 a HBO Max en toda España, para después estrenarse el 6 de marzo de 2023 exclusivamente en TVG en Galicia.

## Trama
Las vidas de tres mujeres con grandes problemas personales y económicos se cruzan de manera fortuita cuando conocen a Eligio (Miro Magariños), un cliente que transporta una mercancía valiosa. Así es cómo Lucía (María Mera), una madre que huye de su exmarido, Eva (Maria João Bastos), una actriz en declive y Carolina (Marina Mota), la dueña del motel en bancarrota, se unen en un plan que consiste en encontrar el misterioso botín de Eligio. Lo que no saben estas tres mujeres es que su vida corre peligro porque la mercancía pertenece a una peligrosa banda dedicada al blanqueo de dinero: los Mendoza. Un clan que no duda en ir tras ellas para recuperar lo que es suyo, cueste lo que cueste.

## Reparto
- Maria João Bastos como Eva Santana
- María Mera como Lucía Veiga
- Marina Mota como Carolina Carneiro

## Episodios
| N.º | Título          | Dirigido por                  | Escrito por                                                                    | Fecha de emisión en Portugal | Fecha de emisión en Galicia |
| --- | --------------- | ----------------------------- | ------------------------------------------------------------------------------ | ---------------------------- | --------------------------- |
| 1   | «Capítulo I»    | Alex Sampayo y Jorge Queiroga | Raquel Arias, Alba Araújo, José Manuel Gancedo, Patricia Müller y Ghaleb Jaber | 27 de febrero de 2023        | 6 de marzo de 2023          |
| 2   | «Capítulo II»   | Alex Sampayo y Jorge Queiroga | Raquel Arias, Alba Araújo, José Manuel Gancedo, Patricia Müller y Ghaleb Jaber | 6 de marzo de 2023           | 13 de marzo de 2023         |
| 3   | «Capítulo III»  | Alex Sampayo y Jorge Queiroga | Raquel Arias, Alba Araújo, José Manuel Gancedo, Patricia Müller y Ghaleb Jaber | 13 de marzo de 2023          | 20 de marzo de 2023         |
| 4   | «Capítulo IV»   | Alex Sampayo y Jorge Queiroga | Raquel Arias, Alba Araújo, Patricia Müller y Ghaleb Jaber                      | 20 de marzo de 2023          | 27 de marzo de 2023         |
| 5   | «Capítulo V»    | Alex Sampayo y Jorge Queiroga | Raquel Arias, Alba Araújo, Patricia Müller y Ghaleb Jaber                      | 27 de marzo de 2023          | 3 de abril de 2023          |
| 6   | «Capítulo VI»   | Alex Sampayo y Jorge Queiroga | Raquel Arias, Alba Araújo, Patricia Müller y Ghaleb Jaber                      | 3 de abril de 2023           | 10 de abril de 2023         |
| 7   | «Capítulo VII»  | Alex Sampayo y Jorge Queiroga | Raquel Arias, Alba Araújo, Manuel Darriba, Patricia Müller y Ghaleb Jaber      | 10 de abril de 2023          | 17 de abril de 2023         |
| 8   | «Capítulo VIII» | Alex Sampayo y Jorge Queiroga | Raquel Arias, Alba Araújo, Patricia Müller y Ghaleb Jaber                      | 17 de abril de 2023          | 24 de abril de 2023         |

## Producción
El rodaje de Motel Valkirias comenzó en el municipio gallego de Teo en enero de 2022. Otros puntos de rodaje incluyeron lugares de las provincias de Orense y La Coruña, así como Santiago de Compostela y la localidad portuguesa de Montalegre.

## Lanzamiento
El 17 de febrero de 2023, RTP anunció que Motel Valkirias se estrenaría en Portugal en RTP1 y RTP Play el 27 de febrero de 2023. El 20 de febrero de 2023, se confirmó que la serie llegaría a HBO Max en toda España el 1 de marzo de 2023, antes de su estreno en TVG el 6 de marzo de 2023.